# Bistum Acerra
Das Bistum Acerra (lat.: Dioecesis Acerrarum, ital.: Diocesi di Acerra) ist eine in Italien gelegene römisch-katholische Diözese mit Sitz in Acerra.

## Geschichte
Das Bistum wurde im 11. Jahrhundert errichtet und dem Erzbistum Neapel als Suffraganbistum unterstellt.